# شهرستان لنکس و ادینگتون
شهرستان لنکس و ادینگتون (به انگلیسی: Lennox and Addington County) یک شهرستان در کانادا است که در انتاریو واقع شده‌ است.

## خصوصیات
شهرستان لنکس و ادینگتون ۴۱٬۸۲۴ نفر جمعیت دارد.